# Perizoma albofasciata
Perizoma albofasciata är en fjärilsart som beskrevs av Barend J. Lempke 1969. Perizoma albofasciata ingår i släktet Perizoma och familjen mätare. Inga underarter finns listade i Catalogue of Life.